# エイドリアン・スコット・ストークス
エイドリアン・スコット・ストークス（Charles Adrian Scott Stokes、RA 、1854年12月23日 - 1935年11月30日）はイギリスの風景画家である。妻のマリアンヌ・ストークスは「ビクトリア朝絵画」を代表する画家の一人である。

## 略歴
ランカシャーのサウスポートに生まれた。リバプールで綿の仲買商人となったが、絵の才能を画家のジョン・ハーバートに認められて、1872年に王立美術学校に入学し、1876年からロイヤル・アカデミー・オブ・アーツ(王立美術院)に出展を始めた。
1876年から、フランスのフォンテーヌブローやバルビゾンを旅し、ジュール・バスティアン＝ルパージュらのプレネール絵画 (plein air:日本では外光派とも)の影響を受けた。フレデリック・レイトンやジョン・エヴァレット・ミレーの影響を受けた歴史画やダニャン＝ブーベレの影響を受けた肖像画も描いた。
1884年にフランスで、オーストリアの画家、マリアンヌ（結婚前の名、Marianne Preindlesberger）と知り合い、1885年に結婚し、夫妻は1885年と1886年の夏は、多くの画家たちが集まった、デンマーク最北端の町スカーゲン(Skagen)で過ごし、ミカエル・アンカー、アンナ・アンカー夫妻らと親しくなった
。
イギリスに戻った後は、1886年にコーンウォールのカービス・ベイ(Carbis Bay)に住み、セント・アイヴスに集まった芸術家たちと交流した。
1909年に王立美術院の准会員に選ばれ、1919年に正会員に選ばれた。パリやシカゴ万国博覧会で賞を受け、セント・アイヴス美術協会( St Ives Society of Arts ;1890）の初代会長や王立水彩画協会(Royal Watercolour Society)の副会長などを務めた。

## ストークスの作品

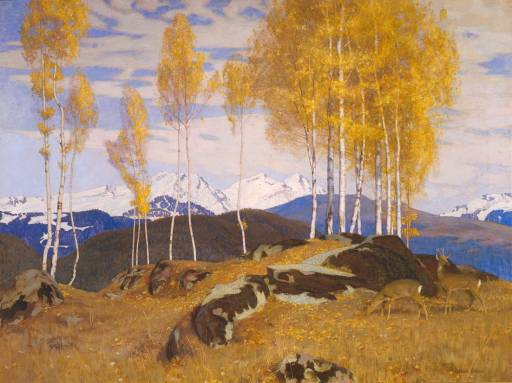
Autumn in the Mountains
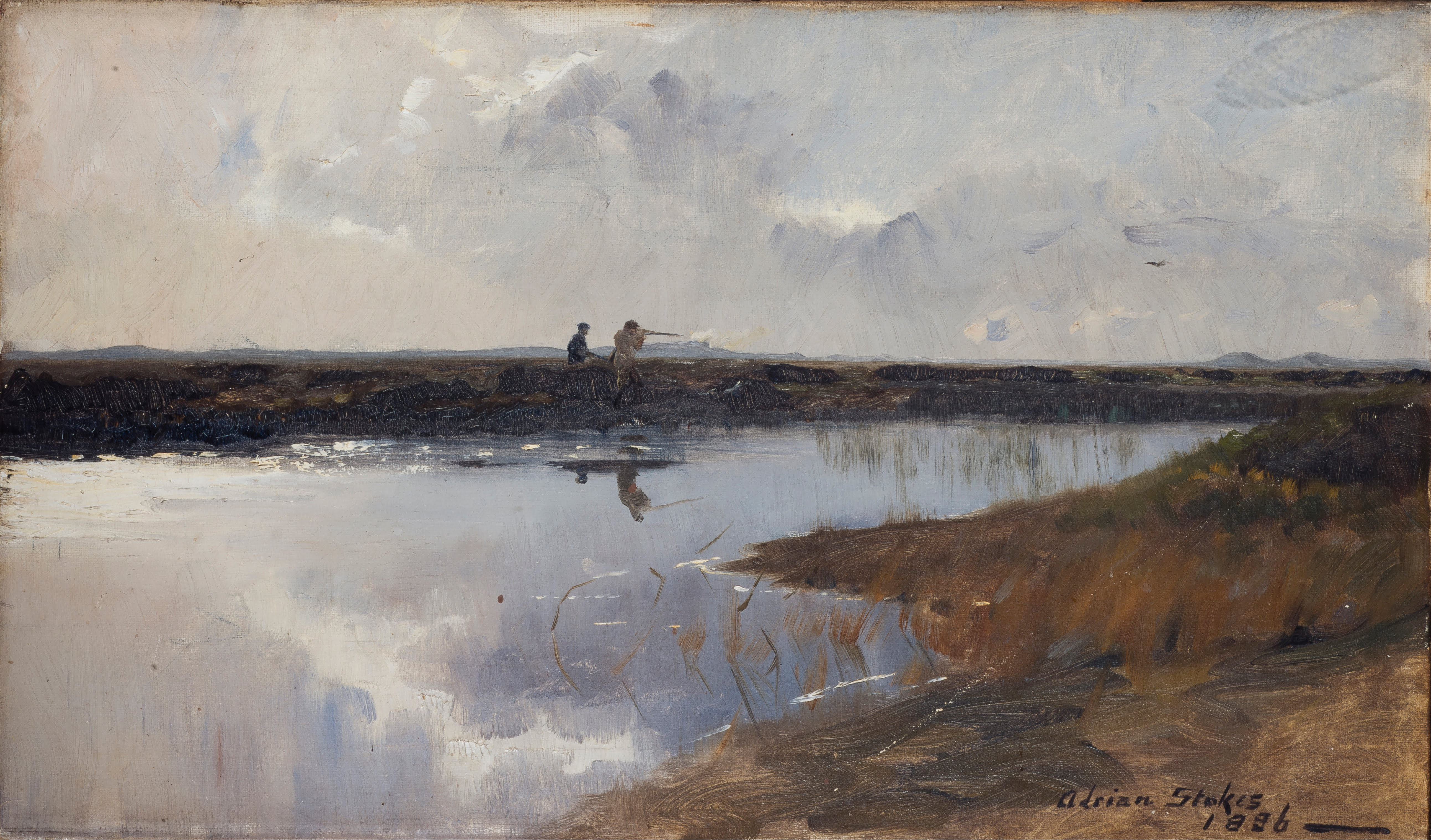
Hunters on the moor north of Skagen
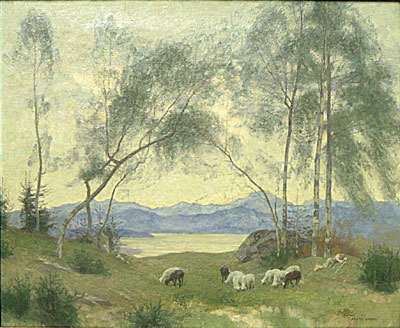
Dawn